# Фріц Тідеманн
Фріц Тідеманн (нім. Fritz Thiedemann, 3 березня 1918 — 8 січня 2000) — німецький вершник.
Олімпійський чемпіон 1956 (командний конкур), 1960 (командний конкур) років, бронзовий призер 1952 (командна виїздка), 1952 (індивідуальний конкур) років.
Срібний призер чемпіонату світу з конкуру 1953 року в індивідуальному конкурі, бронзовий призер 1956 року в індивідуальному конкурі.
Чемпіон Європи з конкуру 1958 року в індивідуальному конкурі, бронзовий призер 1959 року в індивідуальному конкурі.